# Feins
Pour les articles homonymes, voir Feins (homonymie).
Feins est une commune française située dans le département d'Ille-et-Vilaine, en région Bretagne, peuplée de 1 066 habitants.

## Géographie
Feins est située à 28 km au nord de Rennes et à 3,5 km de la gare de Montreuil-sur-Ille. Cette gare ferroviaire assure une desserte journalière de quarante-sept trains TER à destination ou au départ de Rennes.
Du point de vue de la richesse de la flore, Feins compte parmi les communes du département possédant dans leurs différents biotopes le plus de taxons, soit 522 pour une moyenne communale de 348 taxons et un total départemental de 1 373 taxons (118 familles). On compte notamment cinquante-trois taxons à forte valeur patrimoniale (total de 207) ; seize taxons protégés et quarante appartenant à la liste rouge du Massif armoricain (total départemental de 237).
Situé sur la commune de Feins, l'étang du Boulet (site du Réseau Natura 2000) est avec ses 153 hectares le plus vaste plan d'eau du département d'Ille-et-Vilaine. Celui-ci joue en période d'étiage, un rôle régulateur dans l'alimentation du canal d'Ille-et-Rance, construit de 1804 à 1832. Longue de 17,5 km, la rigole de Boulet permet d'amener l'eau depuis l'étang jusqu'au bief de partage (ligne de partage des eaux) creusé sur 7 km de long entre Bazouges-sous-Hédé et Guipel. Elle démarre dans la chaussée de l'étang-réservoir du Boulet, sur la commune de Feins et suit ensuite l'essentiel d'un parcours sur la commune de Dingé pour terminer à la Ville Morin, sur la commune de Guipel.

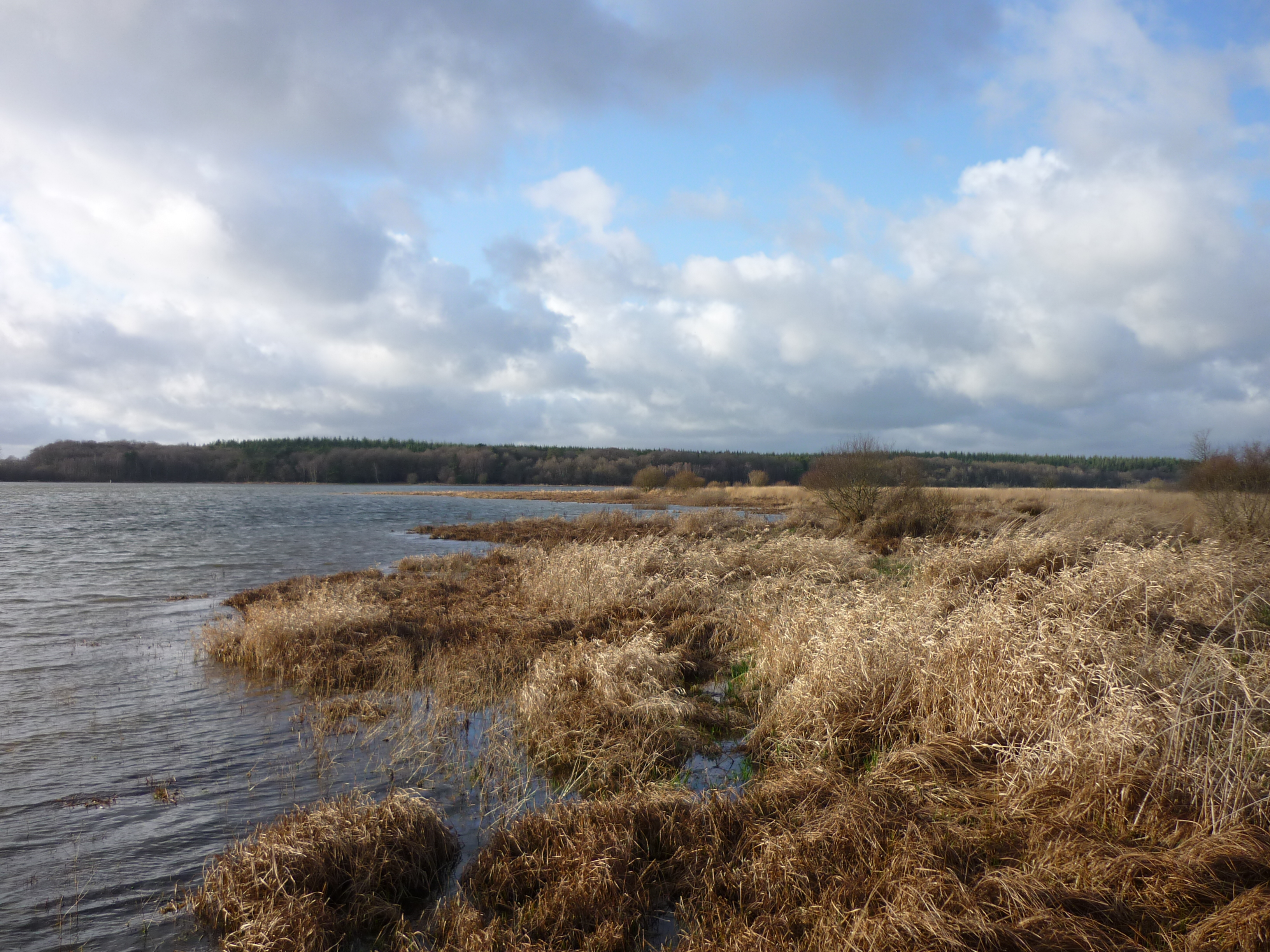
L'étang du Boulet.
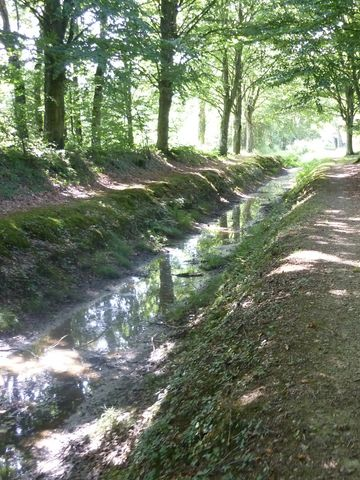
La rigole de Boulet.

### Communes limitrophes
|                    | Dingé   | Marcillé-Raoul     |
|                    | Feins   | Sens-de-Bretagne   |
| Montreuil-sur-Ille | Aubigné | Andouillé-Neuville |

### Hydrographie
Pour un article plus général, voir Réseau hydrographique d'Ille-et-Vilaine.
La commune est située dans le bassin Loire-Bretagne. Elle est drainée par la rigole du Boulet, le Pont Colin, les Etangs de Boëssel, la Maquerais, le Bourgouët et le ruisseau de Boulet,,.
La rigole du Boulet, d'une longueur de 17 km, prend sa source dans la commune de Dingé et se jette  dans le Canal d'Ille-et-Rance  à Guipel, après avoir traversé trois communes. 

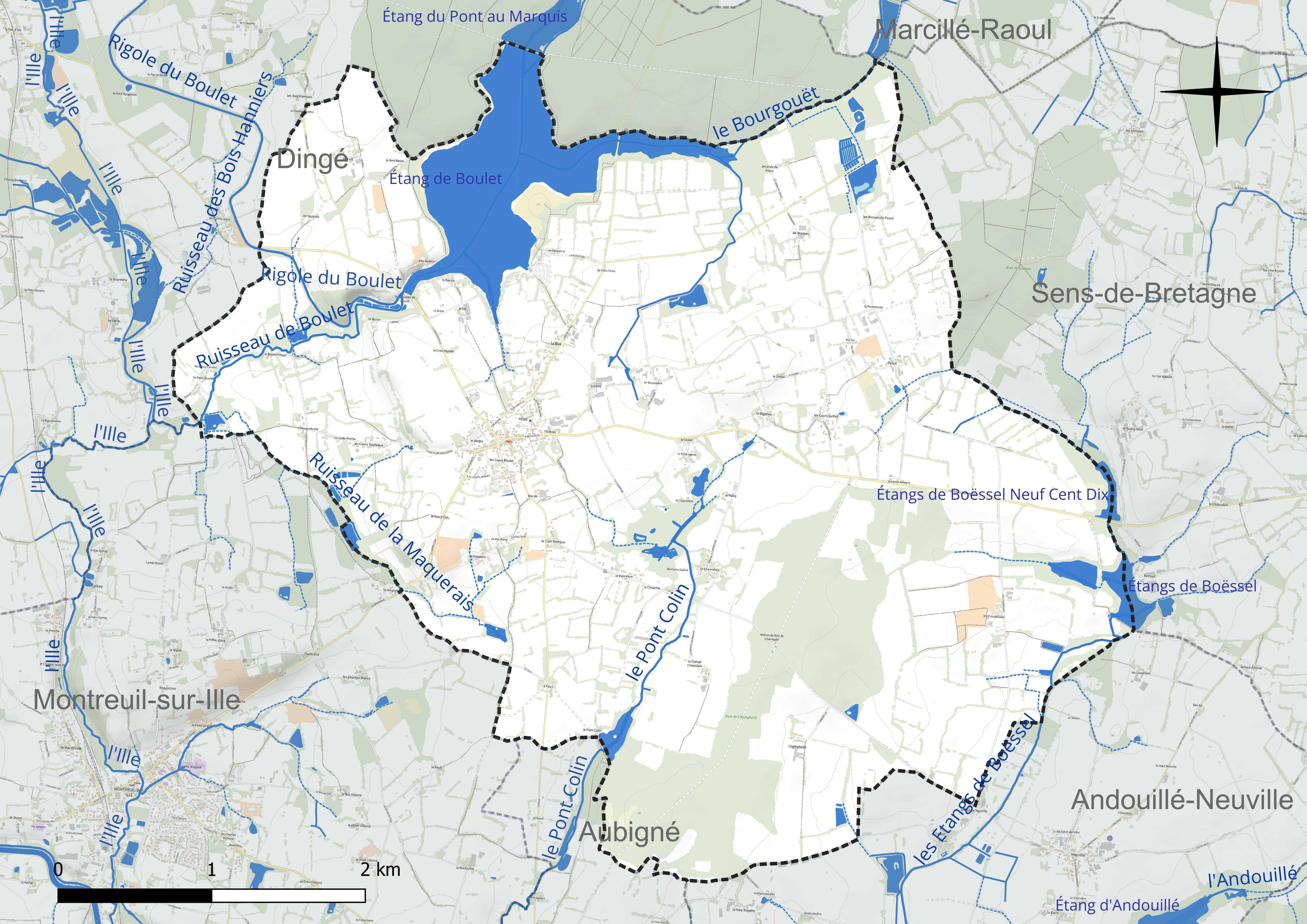
Réseau hydrographique de Feins.

Trois plans d'eau complètent le réseau hydrographique : les étangs de Boëssel, d'une superficie totale de 10,7 ha (7,19 ha sur la commune), les étangs de Boëssel Neuf Cent Dix, d'une superficie totale de 2,8 ha (1,33 ha sur la commune) et l'étang de Boulet, d'une superficie totale de 111,2 ha (102,18 ha sur la commune),.

### Climat
Le climat qui caractérise la commune est qualifié, en 2010, de « climat océanique franc », selon la typologie des climats de la France qui compte alors huit grands types de climats en métropole. En 2020, la commune ressort du type « climat océanique » dans la classification établie par Météo-France, qui ne compte désormais, en première approche, que cinq grands types de climats en métropole. Ce type de climat se traduit par des températures douces et une pluviométrie relativement abondante (en liaison avec les perturbations venant de l'Atlantique), répartie tout au long de l'année avec un léger maximum d'octobre à février.
Les paramètres climatiques qui ont permis d'établir la typologie de 2010 comportent six variables pour les températures et huit pour les précipitations, dont les valeurs correspondent à la normale 1971-2000. Les sept principales variables caractérisant la commune sont présentées dans l'encadré ci-après.
| Paramètres climatiques communaux sur la période 1971-2000 - Moyenne annuelle de température : 11,2 °C - Nombre de jours avec une température inférieure à −5 °C : 1,3 j - Nombre de jours avec une température supérieure à 30 °C : 1,4 j - Amplitude thermique annuelle : 12,8 °C - Cumuls annuels de précipitation : 800 mm - Nombre de jours de précipitation en janvier : 13,2 j - Nombre de jours de précipitation en juillet : 7,6 j |

Avec le changement climatique, ces variables ont évolué. Une étude réalisée en 2014 par la Direction générale de l'Énergie et du Climat complétée par des études régionales prévoit en effet que la température moyenne devrait croître et la pluviométrie moyenne baisser, avec toutefois de fortes variations régionales. La station météorologique de Météo-France installée sur la commune et mise en service en 2005 permet de connaître l'évolution des indicateurs météorologiques. Le tableau détaillé pour la période 1981-2010 est présenté ci-après.
| Mois                                  | jan.          | fév.          | mars          | avril         | mai           | juin          | jui.          | août          | sep.          | oct.          | nov.          | déc.          | année     |
| ------------------------------------- | ------------- | ------------- | ------------- | ------------- | ------------- | ------------- | ------------- | ------------- | ------------- | ------------- | ------------- | ------------- | --------- |
| Température minimale moyenne (°C)     | 2,3           | 2             | 3,6           | 4,8           | 8,2           | 10,7          | 12,4          | 12,2          | 9,9           | 7,9           | 4,7           | 2,7           | 6,8       |
| Température moyenne (°C)              | 5,2           | 5,5           | 7,9           | 9,7           | 13,3          | 16,2          | 18,1          | 17,9          | 15,4          | 12,1          | 8,1           | 5,6           | 11,3      |
| Température maximale moyenne (°C)     | 8,2           | 9             | 12,1          | 14,7          | 18,4          | 21,7          | 23,8          | 23,6          | 20,9          | 16,3          | 11,4          | 8,5           | 15,8      |
| Record de froid (°C) date du record   | −8,4 10.01.09 | −7,9 04.02.12 | −4,2 01.03.18 | −2,9 06.04.21 | −0,8 06.05.19 | 3,1 01.06.06  | 5,6 31.07.15  | 5 21.08.14    | 1,6 26.09.10  | −0,9 21.10.10 | −5,4 30.11.10 | −8,5 16.12.09 | −8,5 2009 |
| Record de chaleur (°C) date du record | 15,1 24.01.16 | 21 27.02.19   | 23,2 30.03.21 | 27,7 20.04.18 | 29,7 24.05.10 | 35,2 20.06.17 | 38,9 23.07.19 | 38,2 07.08.20 | 33,2 14.09.20 | 28,4 02.10.11 | 20,6 01.11.15 | 16,5 19.12.15 | 38,9 2019 |
| Précipitations (mm)                   | 80            | 58,1          | 59            | 55,3          | 72            | 54,2          | 61,3          | 44,9          | 69            | 86,6          | 87,6          | 83,6          | 811,6     |

## Urbanisme

### Typologie
Au 1er janvier 2024, Feins est catégorisée commune rurale à habitat dispersé, selon la nouvelle grille communale de densité à sept niveaux définie par l'Insee en 2022.
Elle est située hors unité urbaine. Par ailleurs la commune fait partie de l'aire d'attraction de Rennes, dont elle est une commune de la couronne,. Cette aire, qui regroupe 183 communes, est catégorisée dans les aires de 700 000 habitants ou plus (hors Paris),.

### Occupation des sols
L'occupation des sols de la commune, telle qu'elle ressort de la base de données européenne d'occupation biophysique des sols Corine Land Cover (CLC), est marquée par l'importance des territoires agricoles (82,2 % en 2018), une proportion identique à celle de 1990 (82,2 %). La répartition détaillée en 2018 est la suivante : 
terres arables (39,3 %), zones agricoles hétérogènes (37,7 %), forêts (10,7 %), eaux continentales (5,4 %), prairies (5,2 %), zones urbanisées (1,7 %). L'évolution de l'occupation des sols de la commune et de ses infrastructures peut être observée sur les différentes représentations cartographiques du territoire : la carte de Cassini (XVIIIe siècle), la carte d'état-major (1820-1866) et les cartes ou photos aériennes de l'IGN pour la période actuelle (1950 à aujourd'hui).

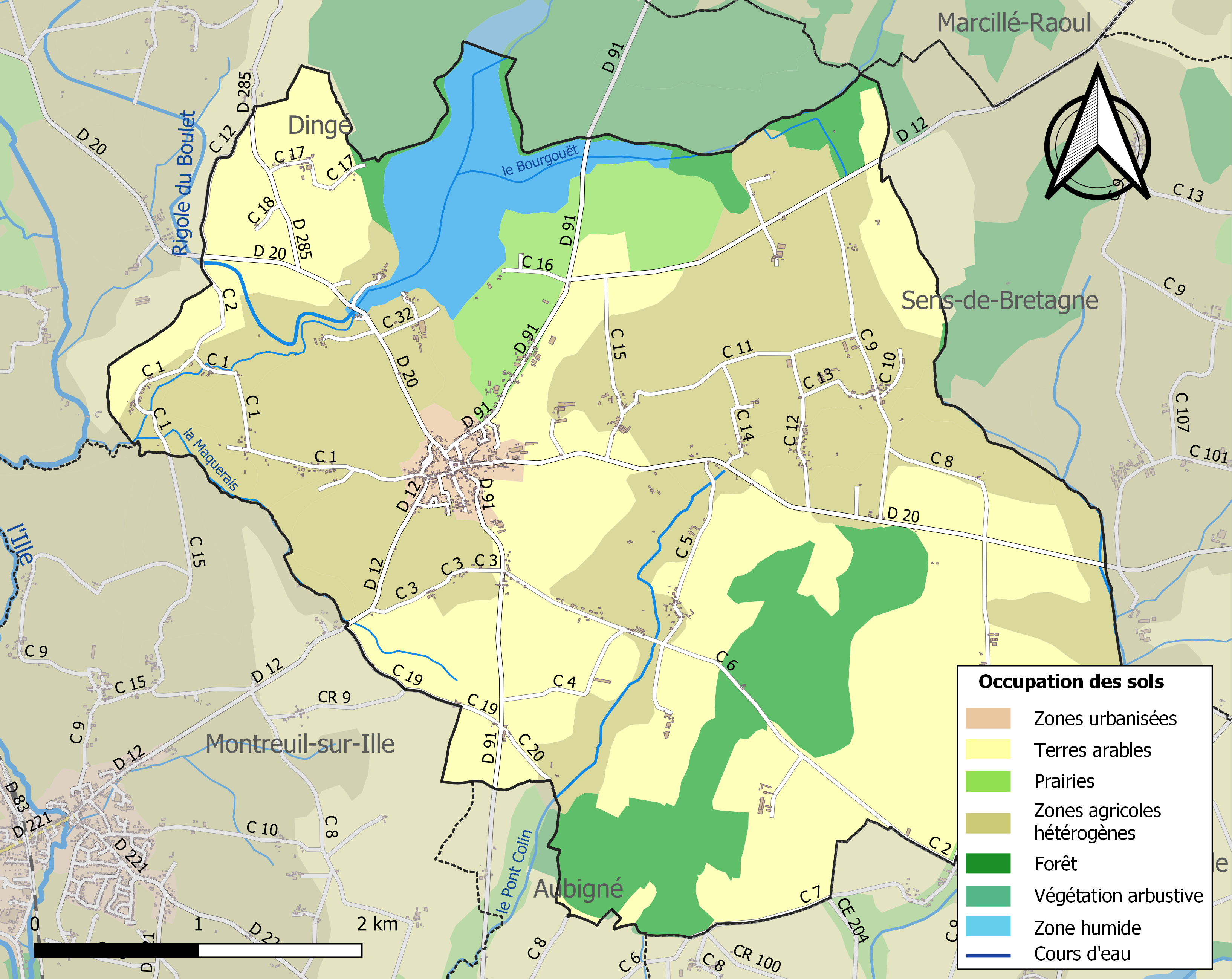
Carte des infrastructures et de l'occupation des sols de la commune en 2018 (CLC).

## Toponymie
Le nom de la localité est attesté sous les formes Fains en 1178, ecclesia de Feins au XVIe siècle[réf. à confirmer].  J.-Y. Le Moing identifie Feins au toponyme Ad Fines qui apparait dans l'Itinéraire d'Antonin.
Du mot latin finis (« limite »), qui a donné fin(s) en langue d'oïl
Feins est situé à la frontière de deux civitates gallo-romaines, à savoir les Riedones et les Coriosolites et tiendrait son nom de cette position géographique[réf. nécessaire].
Le gentilé est Finésien[réf. à confirmer].
Le nom de la localité en gallo a été retranscrit sous le forme Feingn. La graphie proposée par l'Institut du Galo est Fin.

## Histoire
Il a été retrouvé sur le site de l'étang du Boulet du matériel datant du Néolithique (grattoirs, pointes de flèches, lames en silex…). Il existe à Feins la légende de la pierre blanche. Au plus profond de l'étang du Boulet existe une pierre blanche. Malheur à celui qui la trouve, car « qui voit la pierre grand soif aura ! »

## Politique et administration

### Liste des maires
| Période                                  | Période                       | Identité                          | Étiquette | Qualité |
| ---------------------------------------- | ----------------------------- | --------------------------------- | --------- | --- |
| Les données manquantes sont à compléter. |                               |                                   |           | |
| ?                                        | ?                             | Nicolas Martin Marie Baratte      |           | Cultivateur |
| ?                                        | ?                             | Jean Marie Baratte                |           | Boulanger |
| 1866 ?                                   | mars 1915                     | François Herbert                  |           | Décédé en fonction |
| 1915                                     | janvier 1932                  | Adolphe Herbert Fils du précédent | Rad.      | Conservateur des hypothèques honoraire Conseiller général de Saint-Aubin-d'Aubigné (1927 → 1932) Vice-président du conseil général Décédé en fonction |
| février 1932                             | Maire en 1941                 | Georges Herbert Fils du précédent | Rad.      | Ingénieur Conseiller d'arrondissement (1932 → 1940)                                                                                                   |
| Les données manquantes sont à compléter. |                               |                                   |           | |
| 1947                                     | janvier 1973                  | Alcide Roullois                   | SFIO      | Décédé en fonction |
| février 1973                             | mars 1977                     | Adolphe Gernigon                  |           | |
| mars 1977                                | octobre 1982                  | Pierre Lorre                      |           | Retraité de l'enseignement, directeur d'école honoraire Décédé en fonction                                                                            |
| décembre 1982                            | novembre 1986                 | Roger Mautalent                   |           | Retraité SNCF Élu à la suite d'une élection municipale partielle, décédé en fonction                                                                  |
| décembre 1986                            | juin 1987                     | Adolphe Gernigon                  |           | Démissionnaire |
| juillet 1987                             | mars 2001                     | Maurice Perrin                    | PS        | Ancien directeur d'école Président de la CC du Pays d'Aubigné (1995 → 2001)                                                                           |
| mars 2001                                | mars 2008                     | Jean-Yves Praud                   | PS        | Retraité Conseiller général de Saint-Aubin-d'Aubigné (2001 → 2015)                                                                                    |
| mars 2008                                | En cours (au 19 janvier 2021) | Alain Fouglé                      | PS        | Cadre supérieur télécom retraité Président de la CC du Pays d'Aubigné (2014 → 2016)                                                                   |

### Jumelages
Avec les dix-huit autres communes de la communauté de communes du Val d'Ille-Aubigné, Feins est jumelée avec :
- Chedzoy (Royaume-Uni) depuis 2003
- Middlezoy (Royaume-Uni) depuis 2003
- Westonzoyland (Royaume-Uni) depuis 2003

## Démographie
L'évolution du nombre d'habitants est connue à travers les recensements de la population effectués dans la commune depuis 1793. Pour les communes de moins de 10 000 habitants, une enquête de recensement portant sur toute la population est réalisée tous les cinq ans, les populations de référence des années intermédiaires étant quant à elles estimées par interpolation ou extrapolation. Pour la commune, le premier recensement exhaustif entrant dans le cadre du nouveau dispositif a été réalisé en 2008.
En 2022, la commune comptait 1 066 habitants, en évolution de +11,27 % par rapport à 2016 (Ille-et-Vilaine : +5,46 %, France hors Mayotte : +2,11 %). 
Feins est une commune rurale monopolarisée de l'aire urbaine de Rennes.
| 1793 | 1800 | 1806 | 1821 | 1831 | 1836 | 1841 | 1846 | 1851 |
| ---- | ---- | ---- | ---- | ---- | ---- | ---- | ---- | ---- |
| 800  | 866  | 962  | 987  | 883  | 874  | 849  | 906  | 928  |

| 1856 | 1861 | 1866  | 1872  | 1876  | 1881  | 1886  | 1891  | 1896  |
| ---- | ---- | ----- | ----- | ----- | ----- | ----- | ----- | ----- |
| 930  | 903  | 1 003 | 1 040 | 1 061 | 1 094 | 1 104 | 1 103 | 1 082 |

| 1901  | 1906  | 1911  | 1921 | 1926 | 1931 | 1936 | 1946 | 1954 |
| ----- | ----- | ----- | ---- | ---- | ---- | ---- | ---- | ---- |
| 1 045 | 1 035 | 1 012 | 918  | 911  | 818  | 767  | 768  | 742  |

| 1962 | 1968 | 1975 | 1982 | 1990 | 1999 | 2006 | 2008 | 2013 |
| ---- | ---- | ---- | ---- | ---- | ---- | ---- | ---- | ---- |
| 750  | 659  | 606  | 601  | 658  | 710  | 771  | 788  | 926  |

| 2018 | 2022  | - | - | - | - | - | - | - |
| ---- | ----- | - | - | - | - | - | - | - |
| 996  | 1 066 | - | - | - | - | - | - | - |

## Lieux et monuments

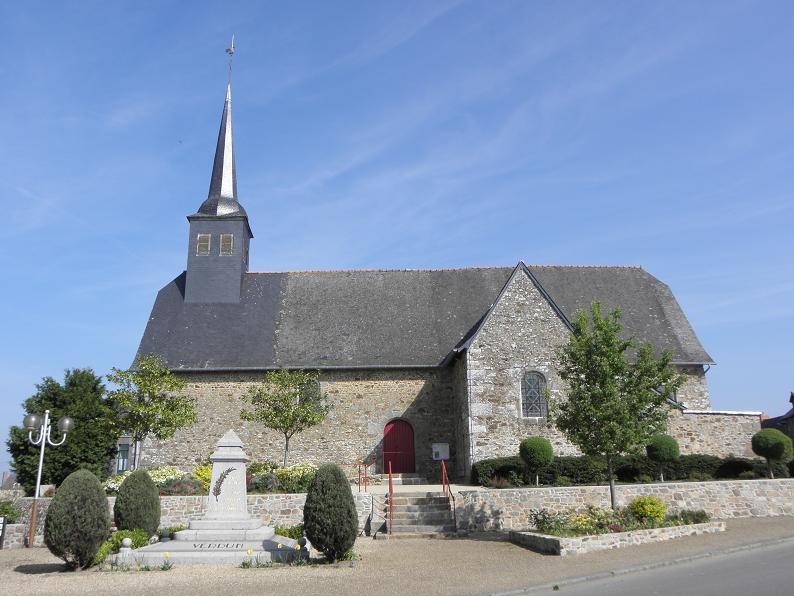
L'église Saint-Martin.

- Étang de Boulet, le plus grand du département avec 153 hectares, exemple complexe d'étang oligo-mésotrophe en Ille-et-Vilaine[38]. Depuis 2010, l'étang de Boulet possède un sentier d'interprétation avec observatoire ornithologique.

La commune ne compte aucun bâtiment monument historique. Elle a cependant un riche patrimoine bâti
- Église Saint-Martin (XVIe-XVIIIe-XXe siècle), dédiée à saint Martin de Tours et reconstruite en 1773 : bénitier à sept pans en granit du XIVe siècle (classé monument historique à titre d'objet) et décor de charpente comportant sept entraits et lambris de couvrement du XVIe siècle.
- Calvaire (XVe siècle), situé au lieu-dit la Bigotais ;
- Ancien manoir de Luraigne (XVe-XIXe siècle), signalé dès 1557 et restauré au XIXe siècle ;
- Ancien manoir de la Maffay (XVe-XIXe siècle) et sa chapelle ;
- La chaussée du Boulet : digue, pont (1825-1843).

## Activité et manifestations

### Vie associative
- Le club des amis finésiens
- Le centre nautique du Pays d'Aubigné
- L'Association voile et plein air (AVPA)
- Le comité des fêtes
- Récré pour Tous
- Les noct'en bulles
- Collectif Un autre regard
- L'union sportive Montreuil Feins St Médard
- L'association communal de chasse agréée
- Les Anciens Combattants Prisonniers de Guerre Combattants d'Algérie Tunisie Maroc
- L'Amicale du palet et de la pétanque
- L'école Pierre-Marie Chollet
- Centre équestre Alliance Nature
- CKCF : Canoë-kayak Club de Feins
- Feins Triathlon

## Personnalités liées à la commune
- Jean-Pierre Letort-Trégaro (1944-2008), écrivain, universitaire, né à Feins le 28 juin 1944.
- Dom Germain Morel, prieur de l'abbaye Notre-Dame-en-Saint-Melaine de Rennes, né à Feins au début du XVIIe siècle